# بیبریچ اسکارلت
بیبریچ اسکارلت (به انگلیسی: Biebrich scarlet) با فرمول شیمیایی C22H16N4O7S2 یک ترکیب شیمیایی با شناسه پاب‌کم 9870 است. که جرم مولی آن ۵۱۲٫۵۱۷ گرم بر مول می‌باشد. 